# Otto Trobäck
Otto Peter Trobäck, född 16 november 1872 i Fränninge församling, Malmöhus län, död 31 augusti 1938 i Stockholm, var en svensk kapellmästare, kompositör och musikdirektör. 

## Biografi
Trobäck studerade vid Musikkonservatoriet i Stockholm 1894–99 samt elev hos Richard Andersson i Stockholm och Friedrich Gernsheim i Berlin. Han var musikdirektör vid Västmanlands regemente 1899, vid Göta livgarde 1907, kapellmästare på bland annat Hasselbacken, Berns salong (1904–1905), Fenixpalatset (1912–1918) och stumfilmsmusiker vid biografen Palladium i Stockholm (1919–1925). Han företog konsertresor med Göta livgardes musikkår till Köpenhamn 1919 och till Helsingfors 1924. Han invaldes som associé av Kungliga Musikaliska Akademien 1919. Han komponerade bland annat konsertouvertyr för stor orkester och sorgehymn vid Oscar II:s bår för militärmusik. 
Trobäck var 1903–1912 gift med operettsångerskan Sigrid Eklöf-Trobäck (1873–1948).

## Filmmusik
- 1925 – Karl XII del II
- 1925 – Karl XII
- 1919 - Jefthas dotter (vid premiären på Palladium)

## Övrigt
Markisinnan, Operett.

## Verkförteckning

### Musik för blåsmusikkår
- I parad
- Skånsk träskodans
- Sångarbröder
- Te' dans me' Smålandstösera
- Vikingbalk